# FK Metalurg Skopje
Pour les articles homonymes, voir Metalurg Skopje.
Ne doit pas être confondu avec FK Vardar Skopje.
Maillots
Le Fudbalski Klub Metalurg Skopje (en macédonien : фудбалски клуб Металург Скопје), plus couramment abrégé en Metalurg Skopje, est un club macédonien de football fondé en 1964 et basé à Skopje, la capitale du pays.
Le club dispute la saison 2018-2019 en 1re division macédonienne.

## Historique
- 1964 : Fondation du club sous le nom du FK Metalurg Skopje

## Bilan sportif

### Palmarès
| \| - Championnat de Macédoine : - Vice-champion : 2010-11, 2011-12 et 2012-13. - Coupe de Macédoine (1) : - Vainqueur : 2010-11. - Finaliste : 2013-14. \| \| - Supercoupe de Macédoine : - Finaliste : 2011. - Championnat de Macédoine D2 : - Vice-champion : 1993-94 et 2007-08. \| |  | |
| - Championnat de Macédoine : - Vice-champion : 2010-11, 2011-12 et 2012-13. - Coupe de Macédoine (1) : - Vainqueur : 2010-11. - Finaliste : 2013-14. |  | - Supercoupe de Macédoine : - Finaliste : 2011. - Championnat de Macédoine D2 : - Vice-champion : 1993-94 et 2007-08. |

### Bilan européen
Note : dans les résultats ci-dessous, le score du club est toujours donné en premier
| Saison    | Compétition  | Tour             | Club                 | Domicile | Extérieur | Total  |
| --------- | ------------ | ---------------- | -------------------- | -------- | --------- | ------ |
| 2010-2011 | Ligue Europa | Premier tour Q   | Qarabağ FK           | 1 - 1    | 1 - 4     | 2 - 5  |
| 2011-2012 | Ligue Europa | Deuxième tour Q  | Lokomotiv Sofia      | 0 - 0    | 2 - 3     | 2 - 3  |
| 2012-2013 | Ligue Europa | Premier tour Q   | Birkirkara FC        | 0 - 0    | 2 - 2     | 2E - 2 |
| 2012-2013 | Ligue Europa | Deuxième tour Q  | Ruch Chorzów         | 0 - 3    | 1 - 3     | 1 - 6  |
| 2013-2014 | Ligue Europa | Premier tour Q   | Qarabağ FK           | 0 - 1    | 0 - 1     | 0 - 2  |
| 2014-2015 | Ligue Europa | Premier tour Q   | UE Santa Coloma      | 2 - 0    | 3 - 0     | 5 - 0  |
| 2014-2015 | Ligue Europa | Deuxième tour Q  | Željezničar Sarajevo | 0 - 0    | 2 - 2     | 2E - 2 |
| 2014-2015 | Ligue Europa | Troisième tour Q | Omonia Nicosie       | 0 - 1    | 0 - 3     | 0 - 4  |

Légende
- Victoire ou qualification pour le tour suivant
- Match nul
- Défaite ou élimination de la compétition

## Personnalités du club

### Présidents du club
- Aleksandar Panov

### Entraîneurs du club
| - Nikola Ilievski (1991 - 1992) - Slavche Vojneski (1998 - 1999) - Baze Lazarevski (2007 - octobre 2008) - Gjore Jovanovski (26 octobre 2008 - novembre 2009) - Nikola Ilievski (22 novembre 2009 - 12 décembre 2009) | - Zikica Tasevski (13 décembre 2009 - 3 octobre 2011) - Gjorgji Hristov (3 octobre 2011 - novembre 2012) - Srgjan Zaharievski (20 novembre 2012 - 30 juin 2015) - Marjan Gerasimovski (1er juillet 2015 - 31 août 2015) - Alekso Mackov (2 septembre 2015 - juin 2016) |